# لانغنيسي (مثلجات)
لانغنيسي هي علامة تجارية المانية لصنع للمثلجات.

### الترويج
بدأ شركة لانغنيزي بالترويج لمثلجاتها في ألمانيا عام 1985 باستخدام أغنية شهيرة تحت عنوان "Like Ice in the Sunshine". بداية من عام 1994، بدأت لانغنيزي باستخدام أغنية تحت عنوان «هذا هو طعم الصيف» من تلحين إدوارد ريكرز في دعاياتها، والتي تم تعديل كلماتها في شتاء 1996 لتصبح «هكذا يذوب الشتاء».